# Nick Castle
Nick Castle (* 21. září 1947 Los Angeles) je americký herec, scenárista a režisér. Nejvíce se proslavil ve filmu Halloween z roku 1978, kde si zahrál známého masového vraha Michaela Myerse. Napsal scénář k filmu Útěk z New Yorku, na kterém spolupracoval také John Carpenter, režisér Halloweenu.

## Mládí
Nick se narodil v Los Angeles v Kalifornii jako syn Millie a Nicholase Charlese Castle, Sr., kteří byli herci a filmoví choreografové. Byli také nominováni na cenu Emmy. Když byl Nick ještě dítě, často se objevoval ve filmech svého otce jako minirole. Studoval na USC School of Cinematic Arts, kde působil jako kameraman. Na Academy Award dostal Oscara za krátký akční film The Resurrection of Broncho Billy.

## Filmografie
| Rok  | Film                  |
| ---- | --------------------- |
| 1986 | The Boy Who Could Fly |
| 1978 | Halloween             |
| 1974 | Dark Star             |

| Rok  | Film                        |
| ---- | --------------------------- |
| 2006 | Connor's War                |
| 2004 | The Seat Filler             |
| 2001 | 'Twas the Night             |
| 2001 | Delivering Milo             |
| 1996 | Mr. Wrong                   |
| 1995 | Major Payne                 |
| 1993 | Dennis the Menace           |
| 1990 | Shangri-La Plaza            |
| 1989 | Tap                         |
| 1987 | Amazing Stories             |
| 1986 | The Boy Who Could Fly       |
| 1984 | The Last Starfighter        |
| 1982 | Tag: The Assassination Game |